# 无声囊泛树蛙
无声囊泛树蛙（学名：Polypedates mutus）为树蛙科泛树蛙属的两栖动物。在中国大陆，分布于广东、广西、海南、贵州、云南等地，常栖息于稻田、田坎边以及水塘杂草间生活。其生存的海拔范围为340至1100米。该物种的模式产地在缅甸北部。

## 保护
本种于2023年被收录入《有重要生态、科学、社会价值的陆生野生动物名录》。